# Relațiile Maxwell

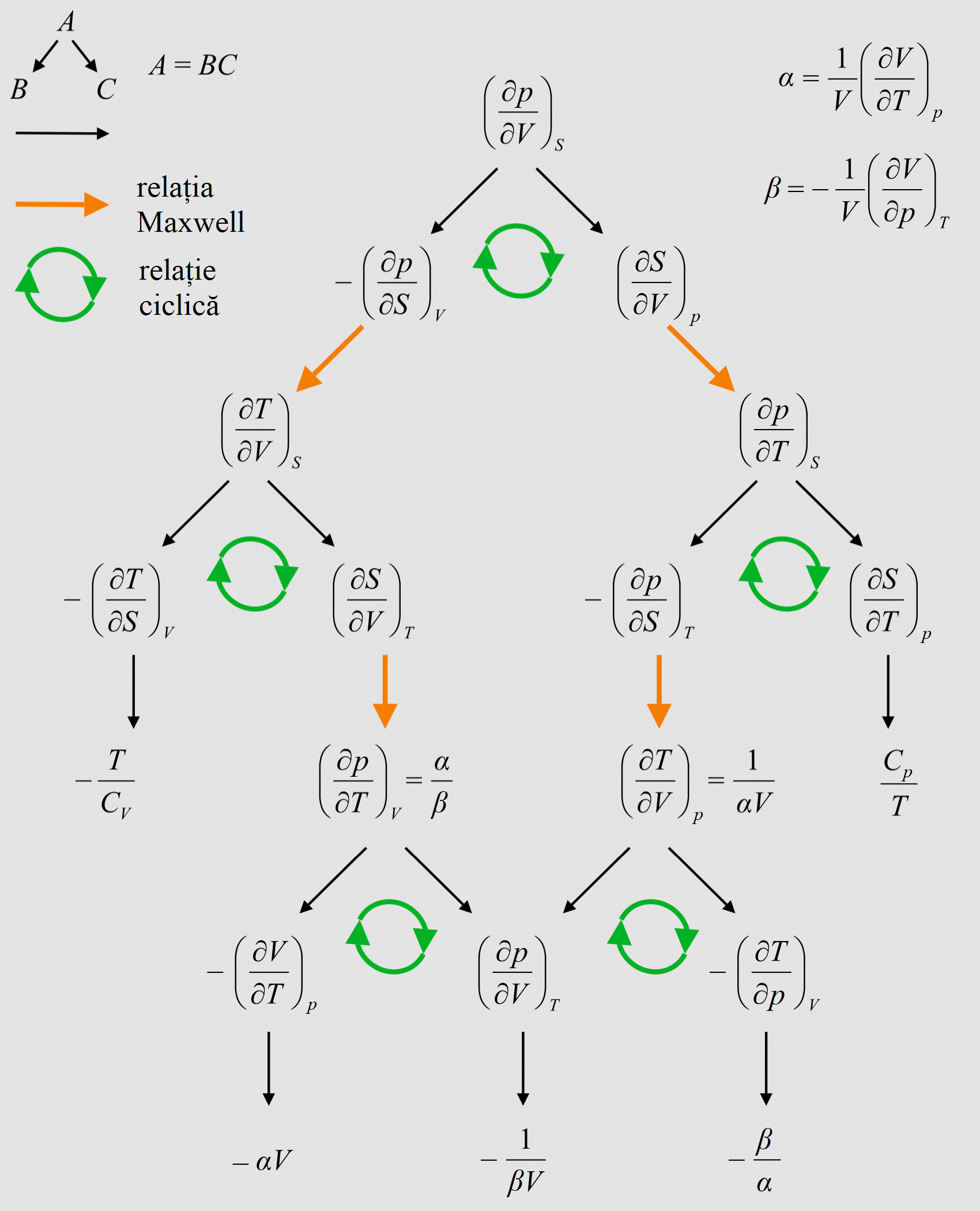
Diagramă care arată căile dintre relațiile Maxwell.
este presiunea, temperatura, volumul, entropia,
coeficientul de dilatare termică,
coeficientul de compresibilitate,
capacitatea termică la volum constant,
capacitatea termică la presiune constantă

În termodinamică relațiile Maxwell sunt un set de ecuații care pot fi obținute din simetria derivatei de ordinul al doilea și din definițiile potențialelor termodinamice. Aceste relații sunt numite după fizicianul din secolul al XIX-lea James Clerk Maxwell.

## Ecuații
Structura relațiilor Maxwell este o declarație de egalitate între derivatele de ordinul al doilea pentru funcții continue. Rezultă direct din faptul că ordinea de derivare a unei funcții analitice după cele două variabile este irelevantă (teorema Schwarz–Clairaut). În cazul relațiilor Maxwell, funcția considerată este un potențial termodinamic, iar {\displaystyle x_{i}} și {\displaystyle x_{j}} sunt două variabile naturale diferite pentru acel potențial. Teorema se scrie:
{\displaystyle {\frac {\partial }{\partial x_{j}}}\left({\frac {\partial \Phi }{\partial x_{i}}}\right)={\frac {\partial }{\partial x_{i}}}\left({\frac {\partial \Phi }{\partial x_{j}}}\right)}
unde în derivatele parțiale toate celelalte variabile naturale sunt menținute constante. Pentru fiecare potențial termodinamic există {\displaystyle {\frac {1}{2}}n(n-1)} relații Maxwell posibile, unde {\displaystyle n} este numărul de variabile naturale ale acelui potențial.

## Cele mai comune patru relații Maxwell
Cele mai comune patru relații Maxwell sunt egalitățile derivatelor de ordinul al doilea ale fiecăruia dintre cele patru potențiale termodinamice, în raport cu variabila lor naturală termică (temperatura {\displaystyle T} sau entropia {\displaystyle S} și variabila lor naturală „mecanică” (presiunea {\displaystyle p} sau volumul {\displaystyle V}):
{\displaystyle {\begin{aligned}+\left({\frac {\partial T}{\partial V}}\right)_{S}&=&-\left({\frac {\partial p}{\partial S}}\right)_{V}&=&{\frac {\partial ^{2}U}{\partial S\partial V}}\\+\left({\frac {\partial T}{\partial p}}\right)_{S}&=&+\left({\frac {\partial V}{\partial S}}\right)_{p}&=&{\frac {\partial ^{2}H}{\partial S\partial p}}\\+\left({\frac {\partial S}{\partial V}}\right)_{T}&=&+\left({\frac {\partial p}{\partial T}}\right)_{V}&=&-{\frac {\partial ^{2}F}{\partial T\partial V}}\\-\left({\frac {\partial S}{\partial p}}\right)_{T}&=&+\left({\frac {\partial V}{\partial T}}\right)_{p}&=&{\frac {\partial ^{2}G}{\partial T\partial p}}\end{aligned}}}
unde potențialele ca funcții de variabilele lor naturale termice și mecanice sunt energia internă {\displaystyle U(S,V)}, entalpia {\displaystyle H(S,p)}, energia liberă (Helmholtz) {\displaystyle F(T,V)} și entalpia liberă (Gibbs) {\displaystyle G(T,p)}. Pătratul termodinamic poate fi folosit mnemonic pentru a obține aceste relații și derivatele lor. Utilitatea acestor relații constă în posibilitatea de a calcula modificările de entropie, care nu sunt măsurabile direct, în funcție de mărimi măsurabile precum temperatura, volumul și presiunea.
Fiecare ecuație poate fi exprimată folosind relația:
{\displaystyle \left({\frac {\partial y}{\partial x}}\right)_{z}={\frac {1}{\left({\frac {\partial x}{\partial y}}\right)_{z}}}}
și sunt cunoscute drept relațiile Maxwell.

## Derivare

### Derivarea pe scurt
Teoria se bazează pe cap 5 din lucrarea lui Pippard.
Fie patru variabile reale {\displaystyle (x,y,z,w)}, restricționate să ia valori pe o suprafață bidimensională {\displaystyle C^{2}} din {\displaystyle \mathbb {R} ^{4}}. Atunci, dacă se cunosc două dintre ele, se pot determina celelalte două în mod unic (generic).
În special, se pot lua oricare două variabile ca variabile independente, iar celelalte două sunt variabile dependente, apoi se pot lua toate aceste derivate parțiale.
Propoziție:
{\displaystyle \left({\frac {\partial w}{\partial y}}\right)_{z}=\left({\frac {\partial w}{\partial x}}\right)_{z}\left({\frac {\partial x}{\partial y}}\right)_{z}}
Demonstrație: este tocmai regula derivării funcțiilor compuse.
Propoziție:
{\displaystyle \left({\frac {\partial x}{\partial y}}\right)_{z}\left({\frac {\partial y}{\partial z}}\right)_{x}\left({\frac {\partial z}{\partial x}}\right)_{y}=-1}
Demonstrație: Se poate ignora {\displaystyle w}. Atunci local suprafața este {\displaystyle ax+by+cz+d=0} și {\displaystyle \left({\frac {\partial x}{\partial y}}\right)_{z}=-{\frac {b}{a}}} etc. Derivatele se înmulțesc.
Demonstrarea relațiilor Maxwell:
Sunt patru variabile reale {\displaystyle (T,S,p,V)}, restricționate la suprafață bidimensională a posibilelor stări termodinamice. Acest lucru permite folosirea celor două propoziții anterioare. Este suficient să se demonstreze prima dintre cele patru relații, deoarece celelalte trei pot fi obținute prin transformarea primei relații folosind cele două propoziții anterioare. Fie {\displaystyle V,S} variabilele independente și {\displaystyle E} variabila dependentă. Atunci
{\displaystyle dE=-pdV+TdS}.
Acum, {\displaystyle \partial _{V,S}E=\partial _{S,V}E} deoarece suprafața este {\displaystyle C^{2}}, adică
{\displaystyle \left({\frac {\partial \left({\frac {\partial E}{\partial S}}\right)_{V}}{\partial V}}\right)_{S}=\left({\frac {\partial \left({\frac {\partial E}{\partial V}}\right)_{S}}{\partial S}}\right)_{V}}
care dă rezultatul.

### Altă derivare
Teoria se bazează pe lucrarea lui Ritkie.
Deoarece {\displaystyle dU=TdS-pdV}, în jurul oricărui ciclu, avem
{\displaystyle 0=\oint dU=\oint TdS-\oint pdV}
Luând ciclul infinitezimal, se obține {\displaystyle {\frac {\partial (p,V)}{\partial (T,S)}}=1}. Adică, aplicația conservă suprafața. Din derivarea funcțiilor compuse pentru jacobiane, la orice transformare de coordonate {\displaystyle (x,y)}, avem
{\displaystyle {\frac {\partial (p,V)}{\partial (x,y)}}={\frac {\partial (T,S)}{\partial (x,y)}}}
Acum, dând la {\displaystyle (x,y)} diferite valori se obțin cele patru relații Maxwell. De exemplu, pentru {\displaystyle (x,y)=(p,S)} se obține
{\displaystyle \left({\frac {\partial T}{\partial p}}\right)_{S}=\left({\frac {\partial V}{\partial S}}\right)_{p}}

### Dezvoltarea derivării
Relațiile Maxwell se bazează pe reguli simple pentru derivate parțiale, în special pe derivata totală⁠(d) a unei funcții și simetria evaluării derivatelor parțiale de ordinul al doilea.
Derivarea relației Maxwell poate fi dedusă din formele diferențiale ale potențialelor termodinamice:

Forma diferențială a energiei interne U este
{\displaystyle dU=T\,dS-p\,dV}
Această ecuație seamănă cu derivata totală de forma
{\displaystyle dz=\left({\frac {\partial z}{\partial x}}\right)_{y}\,dx+\left({\frac {\partial z}{\partial y}}\right)_{x}\,dy}
Pentru orice ecuație de forma
{\displaystyle dz=M\,dx+N\,dy}
se poate arăta că
{\displaystyle M=\left({\frac {\partial z}{\partial x}}\right)_{y},\quad N=\left({\frac {\partial z}{\partial y}}\right)_{x}}
Fie ecuația {\displaystyle dU=T\,dS-p\,dV}. Se vede imediat că
{\displaystyle T=\left({\frac {\partial U}{\partial S}}\right)_{V},\quad -p=\left({\frac {\partial U}{\partial V}}\right)_{S}}
Deoarece se știe că pentru funcțiile cu derivate de ordinul al doilea continue derivatele parțiale mixte sunt identice (simetria derivatelor de ordinul al doilea), adică că
{\displaystyle {\frac {\partial }{\partial y}}\left({\frac {\partial z}{\partial x}}\right)_{y}={\frac {\partial }{\partial x}}\left({\frac {\partial z}{\partial y}}\right)_{x}={\frac {\partial ^{2}z}{\partial y\partial x}}={\frac {\partial ^{2}z}{\partial x\partial y}}}
se poate vedea că
{\displaystyle {\frac {\partial }{\partial V}}\left({\frac {\partial U}{\partial S}}\right)_{V}={\frac {\partial }{\partial S}}\left({\frac {\partial U}{\partial V}}\right)_{S}}
și că
{\displaystyle \left({\frac {\partial T}{\partial V}}\right)_{S}=-\left({\frac {\partial p}{\partial S}}\right)_{V}}
Derivarea relației Maxwell din energia liberă Helmholtz
Forma diferențială a energiei libere Helmholtz este
{\displaystyle dF=-S\,dT-p\,dV}
{\displaystyle -S=\left({\frac {\partial F}{\partial T}}\right)_{V},\quad -p=\left({\frac {\partial F}{\partial V}}\right)_{T}}
Din simetria derivatelor de ordinul al doilea
{\displaystyle {\frac {\partial }{\partial V}}\left({\frac {\partial F}{\partial T}}\right)_{V}={\frac {\partial }{\partial T}}\left({\frac {\partial F}{\partial V}}\right)_{T}}
se poate vedea că
{\displaystyle \left({\frac {\partial S}{\partial V}}\right)_{T}=\left({\frac {\partial p}{\partial T}}\right)_{V}}
Celelalte două relații Maxwell pot fi obținute similar din forma diferențială a entalpiei {\displaystyle dH=T\,dS+V\,dp} și forma diferențială a entalpiei libere Gibbs {\displaystyle dG=V\,dp-S\,dT.} Deci, toate relațiile Maxwell de mai sus rezultă dintr-una dintre ecuațiile Gibbs.
Fie forma combinată a primului și al doilea principiu al termodinamicii,
| {\displaystyle T\,dS=dU+p\,dV} | \| \| \| \| \| \| \| \| | (1) |
|                                |                         |     |
|                                |                         |     |

U, S și V sunt funcție de stare.
Fie,
- {\displaystyle U=U(x,y)}
- {\displaystyle S=S(x,y)}
- {\displaystyle V=V(x,y)}
- {\displaystyle dU=\left({\frac {\partial U}{\partial x}}\right)_{y}\,dx+\left({\frac {\partial U}{\partial y}}\right)_{x}\,dy}
- {\displaystyle dS=\left({\frac {\partial S}{\partial x}}\right)_{y}\,dx+\left({\frac {\partial S}{\partial y}}\right)_{x}\,dy}
- {\displaystyle dV=\left({\frac {\partial V}{\partial x}}\right)_{y}\,dx+\left({\frac {\partial V}{\partial y}}\right)_{x}\,dy}

Substituindu-le în ecuația 1 se obține
{\displaystyle T\left({\frac {\partial S}{\partial x}}\right)_{y}\,dx+T\left({\frac {\partial S}{\partial y}}\right)_{x}\,dy=\left({\frac {\partial U}{\partial x}}\right)_{y}\,dx+\left({\frac {\partial U}{\partial y}}\right)_{x}\,dy+p\left({\frac {\partial V}{\partial x}}\right)_{y}\,dx+p\left({\frac {\partial V}{\partial y}}\right)_{x}\,dy}
Care se pot scrie ca,
{\displaystyle \left({\frac {\partial U}{\partial x}}\right)_{y}\,dx+\left({\frac {\partial U}{\partial y}}\right)_{x}\,dy=T\left({\frac {\partial S}{\partial x}}\right)_{y}\,dx+T\left({\frac {\partial S}{\partial y}}\right)_{x}\,dy-p\left({\frac {\partial V}{\partial x}}\right)_{y}\,dx-p\left({\frac {\partial V}{\partial y}}\right)_{x}\,dy}
comparând coeficienții dx și dy se obține
{\displaystyle \left({\frac {\partial U}{\partial x}}\right)_{y}=T\left({\frac {\partial S}{\partial x}}\right)_{y}-p\left({\frac {\partial V}{\partial x}}\right)_{y}}
{\displaystyle \left({\frac {\partial U}{\partial y}}\right)_{x}=T\left({\frac {\partial S}{\partial y}}\right)_{x}-p\left({\frac {\partial V}{\partial y}}\right)_{x}}
Derivând ecuațiile de mai sus în funcție de y, respectiv x se obține
| {\displaystyle \left({\frac {\partial ^{2}U}{\partial y\partial x}}\right)=\left({\frac {\partial T}{\partial y}}\right)_{x}\left({\frac {\partial S}{\partial x}}\right)_{y}+T\left({\frac {\partial ^{2}S}{\partial y\partial x}}\right)-\left({\frac {\partial p}{\partial y}}\right)_{x}\left({\frac {\partial V}{\partial x}}\right)_{y}-p\left({\frac {\partial ^{2}V}{\partial y\partial x}}\right)} | \| \| \| \| \| \| \| \| | (2) |
| |                         |     |
| |                         |     |

și
| {\displaystyle \left({\frac {\partial ^{2}U}{\partial x\partial y}}\right)=\left({\frac {\partial T}{\partial x}}\right)_{y}\left({\frac {\partial S}{\partial y}}\right)_{x}+T\left({\frac {\partial ^{2}S}{\partial x\partial y}}\right)-\left({\frac {\partial p}{\partial x}}\right)_{y}\left({\frac {\partial V}{\partial y}}\right)_{x}-p\left({\frac {\partial ^{2}V}{\partial x\partial y}}\right)} | \| \| \| \| \| \| \| \| | (3) |
| |                         |     |
| |                         |     |

U, S și V sunt diferențiale exacte, ca urmare
{\displaystyle \left({\frac {\partial ^{2}U}{\partial y\partial x}}\right)=\left({\frac {\partial ^{2}U}{\partial x\partial y}}\right)}
{\displaystyle \left({\frac {\partial ^{2}S}{\partial y\partial x}}\right)=\left({\frac {\partial ^{2}S}{\partial x\partial y}}\right)}
{\displaystyle \left({\frac {\partial ^{2}V}{\partial y\partial x}}\right)=\left({\frac {\partial ^{2}V}{\partial x\partial y}}\right)}
Scăzând din ecuația 2 ecuația 3 se obține
{\displaystyle \left({\frac {\partial T}{\partial y}}\right)_{x}\left({\frac {\partial S}{\partial x}}\right)_{y}-\left({\frac {\partial p}{\partial y}}\right)_{x}\left({\frac {\partial V}{\partial x}}\right)_{y}=\left({\frac {\partial T}{\partial x}}\right)_{y}\left({\frac {\partial S}{\partial y}}\right)_{x}-\left({\frac {\partial p}{\partial x}}\right)_{y}\left({\frac {\partial V}{\partial y}}\right)_{x}}
Notă: Cele de mai sus se numesc expresia generală pentru relația termodinamică a lui Maxwell.
Prima relație Maxwell
Punând x = S și y = V se obține
{\displaystyle \left({\frac {\partial T}{\partial V}}\right)_{S}=-\left({\frac {\partial p}{\partial S}}\right)_{V}}
A doua relație Maxwell
Punând x = T și y = V se obține
{\displaystyle \left({\frac {\partial S}{\partial V}}\right)_{T}=\left({\frac {\partial p}{\partial T}}\right)_{V}}
A treia relație Maxwell
Punând x = S și y = p se obține
{\displaystyle \left({\frac {\partial T}{\partial p}}\right)_{S}=\left({\frac {\partial V}{\partial S}}\right)_{p}}
A patra relație Maxwell
Punând x = T și y = p se obține
{\displaystyle \left({\frac {\partial S}{\partial p}}\right)_{T}=-\left({\frac {\partial V}{\partial T}}\right)_{p}}
A cincea relație Maxwell
Punând x = p și y = V se obține
{\displaystyle \left({\frac {\partial T}{\partial p}}\right)_{V}\left({\frac {\partial S}{\partial V}}\right)_{p}-\left({\frac {\partial T}{\partial V}}\right)_{p}\left({\frac {\partial S}{\partial p}}\right)_{V}=1}
A șasea relație Maxwell
Punând x = T și y = S se obține
{\displaystyle \left({\frac {\partial p}{\partial T}}\right)_{S}\left({\frac {\partial V}{\partial S}}\right)_{T}-\left({\frac {\partial p}{\partial S}}\right)_{T}\left({\frac {\partial V}{\partial T}}\right)_{S}=1}

## Derivarea bazată pe jacobiane
Dacă se consideră principiul întâi al termodinamicii
{\displaystyle dU=T\,dS-p\,dV}
ca o afirmație despre forme diferențiale și se ia derivata exterioară⁠(d) a acestei ecuații, se obține
{\displaystyle 0=dT\,dS-dp\,dV}
deoarece {\displaystyle d(dU)=0}. Asta duce la identitatea fundamentală
{\displaystyle dp\,dV=dT\,dS.}
Semnificația fizică a acestei identități poate fi văzută observând că cei doi membri sunt modalități echivalente de scriere a lucrului mecanic efectuat într-un ciclu Carnot infinitezimal. Un mod echivalent de a scrie identitatea este
{\displaystyle {\frac {\partial (T,S)}{\partial (p,V)}}=1.}
Relațiile Maxwell rezultă acum direct. De exemplu:
{\displaystyle \left({\frac {\partial S}{\partial V}}\right)_{T}={\frac {\partial (T,S)}{\partial (T,V)}}={\frac {\partial (p,V)}{\partial (T,V)}}=\left({\frac {\partial p}{\partial T}}\right)_{V},}
Pasul critic este penultimul. Celelalte relații Maxwell rezultă similar. De exemplu:
{\displaystyle \left({\frac {\partial T}{\partial V}}\right)_{S}={\frac {\partial (T,S)}{\partial (V,S)}}={\frac {\partial (p,V)}{\partial (V,S)}}=-\left({\frac {\partial p}{\partial S}}\right)_{V}.}

## Relațiile Maxwell în general
Cele de mai sus nu sunt singurele relații Maxwell. Când sunt considerați și alți termeni, care implică alte variabile naturale în afară de volumul de lucru sau când numărul de particule este și el o variabilă naturală, devin evidente și alte relații Maxwell. De exemplu, pentru un gaz monocomponent numărul de particule N este și el o variabilă naturală a celor patru potențiale termodinamice de mai sus. Relația Maxwell pentru entalpie în raport cu presiunea și numărul de particule ar fi atunci:
{\displaystyle \left({\frac {\partial \mu }{\partial p}}\right)_{S,N}=\left({\frac {\partial V}{\partial N}}\right)_{S,p}\qquad ={\frac {\partial ^{2}H}{\partial p\partial N}}}
unde μ este potențialul chimic. În plus, există și alte potențiale termodinamice în afară de cele patru care sunt utilizate curent și fiecare dintre aceste potențiale va da un set de relații Maxwell. De exemplu, potențialul macrocanonic {\displaystyle \Omega (\mu ,V,T)} dă:
{\displaystyle {\begin{aligned}\left({\frac {\partial N}{\partial V}}\right)_{\mu ,T}&=&\left({\frac {\partial p}{\partial \mu }}\right)_{V,T}&=&-{\frac {\partial ^{2}\Omega }{\partial \mu \partial V}}\\\left({\frac {\partial N}{\partial T}}\right)_{\mu ,V}&=&\left({\frac {\partial S}{\partial \mu }}\right)_{V,T}&=&-{\frac {\partial ^{2}\Omega }{\partial \mu \partial T}}\\\left({\frac {\partial p}{\partial T}}\right)_{\mu ,V}&=&\left({\frac {\partial S}{\partial V}}\right)_{\mu ,T}&=&-{\frac {\partial ^{2}\Omega }{\partial V\partial T}}\end{aligned}}}